# Општина Лучу (Бузау)
Лучу (рум. Luciu) општина је у Румунији у округу Бузау.
Oпштина се налази на надморској висини од 55 m.